# نضار بنت أبي حيان
نُضار بنت أبي حيان النحوي هي أمُّ العزِّ نُضار بنت أبي حيَّان الغرناطي النَّحوي ( 702هــ/730 هــ) من النِّساء الشواعر المصاقع اللائي بذذن الرجال في مجال العلم والأدب ترجم لها العلَّامة الإمام جلال الدين السُّيوطي في كتابه نزهة الجلساء في أشعار النِّساء، وهي سليلة أحد بيوتات العلم في الأندلس وكريمة شيخ النحويين في زمانه أبي حيَّان محمَّد بن يوسف الغرناطي الأندلسي الجيَّاني، عاشت وترعرعت في مصر، إذ بعد أن استكمل والدها طلب العلم في حاضرة الأندلس من بلاد المغرب الإسلامي أراد أن ينطلق صوب المشرق ليستكمل معارفه هناك فكانت مصر لها مُستقرًّا.

## مولدها ونسبُها
نُضار بنت الأمير أثير الدين أبو حيَّان محمَّد بن يوسف بن عليَ بن يوسف بن حيان الأندلسي الغرناطي، وُلدت في جُمادى الآخرة سنة 702 للهجرة وتُوُفِيت في نفس الشَّهر سنة 730 للهجرة وهي في ريعان شبابها. والدتها هي زُمُرُّدَة بنت أَبْرَق، كان يأخذها زوجها أبو حيَّان إلى مجالس المحدِّث الشَّهير أحمد ابن إسحاق بن محمَّد الأبرقوهي (701هـ) وغيره فسمعت عنهم شيئًا كثيرًا من العلم والحديث، وتوفِّيت ـ رحمها الله ـ عام (736هـ) بعد ابنتها نضار بستِّ سنوات، وعليه فقد نشأت هذه البنت الفاضلة في أسرة علم وأدب ممَّا ساهم في تكوينها العلمي والأدبي وجعلها صاحبة كعب عالٍ في فنون عدد على حداثة سِنِّها، ففاقت بذلك أترابها حتَّى أنَّ والدها كان يُفضِّلها على أخيها ويعترف بتفوُّقِها عليه وكثيرا ما يقول «ليت أخاها حيَّان مِثلُها».

## مشوارها العلمي والأدبي
كانت نُضار شاعرة أديبة ومحدِّثة فاضلة، أخذت العلم والأدب من شيوخ مصر من أصحاب ابن الزُّبيدي وغيره لإقامتها هُناك بسبب رحلة والدها من المغرب إلى المشرق، وأجاز لها من الغرب أحمد ابن إبراهيم بن الزُّبير الغرناطي (708هـ) صاحب «صلة الصّلة» وأحضرت على النَّسَّابة الكبير والعالم الشَّهير شرف الدِّين عبد المؤمن بن خلف الدِّمياطي (705هـ)،  كما حفظت مقدّمة في النّحْو وسمعت بقراءة الشيخ البرزالي على بعض الرواة والشيوخ، وحدَّثت بشيء من مروياتها وخرَّجت لنفسها جزْءًا حديثيًّا وسمعت على جماعة، وكانت تكْتب وتقرأ ونظمت شعرا وكانت تعرب جيدا، ولقد حجَّت بيت الله الحرام. كتب عنْها الْبدْر النابلسي فقال: «الفاضلة الكاتبة الفصيحة الخاشعة الناسكة قال: وكانت تفوق كثيرا من الرّجال في الْعبادة والْفقْه مع الْجمال التّام والظرف».
ولقد أثنى عليها والدها كثيرا وعدَّد مناقبها في أشعاره مُكْبِرًا انشغالها بالعلم والقرآن والأدب وله أبيات كثيرة منثورة في ديوانه يذكرها فيها ومنها قوله:
وما كنُضارٍ في البنات ومالها .. شبيه يُرى لا في البداوة والحضر
رزينة عقل لو يُقاس بمثلها .. حجًى كانت الياقوت قد قِيس بالحجر
وتلَّاءة آي القرآن يزينها .. فإعرابه زين القراءة بالدرر
وراوية عن سيِّد الرسل ما روت .. ثقات بما قد صح من مسند الخبر
وكاتبة خطًّا يزين يراعها .. براعته فيه ابتهاج لمن نظر
وليست من اللائي شُغلن بزينة ..فتكحل منها العين أو تلبس الحبر
ولكن لها شُغل بأجر تُعدُّه .. ليوم معاد حين يُنفخ في الصور
إغاثة ملهوف وإطعام جائع .. وكسوة عار وانتفاع بلا ضرر
ألا رحم الرحمن نفسا زكية .. لدى العالم العلوي كان لها مقر

## ممَّن ترجم لها
ترجم لهذه الشَّابة الفاضلة سَليلة أسرة العلم وربَّة البيان والحسن عدد من أصحاب أبي حيَّان وغيرهم، لما امتازت به من صفات نادرة وشِيَم فاضلة عُرفت بها في أواسط أهل العلم، وممَّن ترجم لها من الأقدمين والمحدثين:
- العلَّامة الصفدي في كتابيْه الوافي بالوفيات و أعيان العصر وأعوان النصر.
- العلامة ابن حجر العسقلاني في كتابه الدرر الكامنة في أعيان المائة الثامنة.
- العلاَّمة جلال الدين السيوطي في كتابه نزهة الجلساء في أشعار النِّساء.
- العلامة أحمد بن محمد المقري التلمساني في كتابه نفح الطيب من غصن الأندلس الرطيب.
- العلامة الزركلي في كتابه الأعلام.
- الدكتور أحمد عبد الله مرشد القاضي في كتابه اختيارات أبي حيان التوحيدي في كتابه التذييل والتكميل في شرح التسهيل؛ دراسة وتحليل.
- الدكتور عمر رضا كحَّالة في كتابه أعلام النِّساء في عالميْ العرب والإسلام.

## وفاتها
تُوُفِيت نُضار رحمها الله وهي لا تزال في ريعان شبابها في جُمادى الآخرة عام (730هـ) إثر مرض شديد لازمها، وحزن عليها جمع من النَّاس كثير يقول الصّفدي: «بلغني خبر وفاتها وأنا برحبة مالك بن طوق فكتبتُ إليه ـ يعني والدها أبا حيَّان ـ أرثيها بقصيدة أوَّلها:
بَـكَيْـنَـا باللُّجَيْـنِ عَلَى نُضَـارٍ.....فَسَيْلُ الدَّمْعِ فِي الخَدَّيْنِ جَارِ
فَـيَـا لِلهِ جَـــارِيَــةٌ تَــوَلَّــتْ....فَـنَـبْـكِيهَا بِأَدْمُـعِنَا الجَوَارِي».

## موجدة والدها عليها
تُوفيَّت نُضار فوجد عليها والدها وجداً عظيماً وطلع إلى السلطان وسأله أن يدفنها في بيته بالبرقية داخل القاهرة، فأذن له في ذلك، وانقطع عند قبرها ولازمه سنة، ورثاها في قصائد جمَّة منها قوله في أحدها:
تذكَّر بُعدًا من نُضار فما صبر .. حليفُ أسًى رام السًّلُوَّ فما قدر
فأضرم نارًا في الحشا قد تسعَّرت.. وأمطر شُؤبوب المدامع كالمطر
وله كِتاب ألَّفه عقيب وفاة كريمته تخليدا لها سمَّاه «النُّضَار في المَسْلَاةِ عن نُضَار» وهو كتاب مفقود للأسف، يقع في مجلَّد ضخم ترجم فيه لنفسِه ولكثير من شيوخه، وقف عليه الحافظ ابن حجر بخطِّ مؤلِّفه وكذا الحافظ السُّيوطي، ولوالدها قصائد عديدة خلَّد فيها ابنته منثورة في ثنايا ديوانه لمن أراد أن يطَّلع عليها نأخذ منها قصيدة سينيَّة عرض فيها لجُملة من خلال ابنته وذكر فيها مرضها وصبرها ووفاتها -رحمها الله-:
أَمِـنْ بَعْدِ أن حـلّتْ نُـضَـيْـرَةُ في الرَّمْـسِ ..	تـطـيبُ حيـاتـي أو تـلـذُّ بـهـا نَـفْـسِـي
فــتــاةٌ عَــراهــا نـحــو سـتّـة أشـهـر.. سُـقـامٌ غـريـبٌ جـاء مـختـلفَ الجِنْسِ
فَـحَـبْـنٌ وحُـمَّـى ثُـمَّ سُـلٌّ وسَـعْـلَــةٌ.. وسَـكْـبٌ فـمـن يقـوى على عِلَلٍ خَمْسِ
وكــانـت رأتْ رؤيــا مــراراً وأنّـهــا.. تـروح مـن الدُّنيـا إلـى حضـرة القُدْسِ
فَـقَـرَّ حَـشـاهـا واطـمـأنّـتْ لـما رأتْ .. جِـنـانًـا وكـانـت مـن حيـاةٍ على يَـأْسِ
فمـا ضَجِرَتْ يومًا ولا اشتكتِ الضَّنَى .. ولا ذَكَـرَتْ مـاذا تُـقاسـي مـن اليَـأْسِ
قَضَـتْ نَحْبَـهَا في يـوم الاثنـيـنِ بعدمـا .. تـبـدَّى لـنـا قَرْنُ الـغَـزالـةِ كـالـوَرْسِ
فـصـلَّـى عـلـيـها النَّاسُ يُثْنُونَ وانْثَنَوْا .. بـها لضـريحٍ مُظْلِمٍ مُوحِشِ الطَّـمْـسِ
يُـؤَنِّـسُـهَا فـي رَمْسِـهَا العـمـلُ الـذي .. تَـقَـدَّمَـهـا أَعْـظِـمْ بـه ثَـمَّ مِـنْ أُنْـسِ
وراحـتْ إلــى ربٍّ كـريــمٍ نـظـيــفـةً .. مُــبَــرَّأَةً مــن كــلِّ ذَامٍ ومِــنْ رِجْــسِ
ومـا وَلَدَ الـنِّـسْـوانُ أنـثـى شـبـيـهَـهَـا .. وأنَّـى يـقـاسُ الأنـجـمُ الزُّهْرُ بالشّـمسِ
وكـانـتْ نُـضَـارُ نِـعْـمَـت الخـَوْدُ لم تَزَلْ .. عـلى طـاعة الرَّحـمن تُـضْـحِـي كما تُمْسِي
نَــجِــيَّــةُ قُـــــــرْآنٍ تُــرَدِّدُ آيَــــــــهُ .. مُـقَـسَّـمَــةً بــيــن الــتَّــدبُّــرِ والدَّرْسِ
وحـامـلـةُ الآثــارِ عــن ســيِّــد الـوَرَى .. مـحـمَّـدٍ الـمـبـعــوثِ للـجـنِّ والإنـسِ
روتْـهـا بـمـصـر والـحـجـازِ وجـاوَرَتْ .. بـمـكَّـةَ تَـسْـخُـو بالدَّنـانـيـرِ لا الفَـلْـسِ
وزارتْ رسـولَ الله أفـضــلَ مَــنْ مـشـى .. بـطَـيْـبَـةَ واحْـتَـلَّـتْ بـأَرْبُـعِـهَـا الـدُّرْسِ
مُــصَــلِّــيَــةً حــيــنًا عــلــيـه وتــارةً .. مُـسَـلِّـمَـةً فـي الـجـهر منـها وفي الهَمْسِ
وحــازتْ جـمــالًا بـارعًـا وفـصـاحــةً .. فـأَوْضَـحُ مِـنْ شـمـسٍ وأَفْصَـحُ من قُسِّ
وتـكـتــبُ خـطًّــا نـادرًا ذا بـراعــــــةٍ	.. يُـرِيـكَ ازْدِهَـــاءَ الرَّوْضِ في أَبْهَجِ اللُّبْسِ
فـمـا الرَّوْضُ مَـطْــلُـولًا تَـفَـتَّـحَ زَهْـرُهُ .. فَـراقَ لـذي عَـيْـنٍ وشَــاقَ لذي حِسِّ
بـأَبْـهَـجَ مـمَّـا قـد وَشَـتْــهُ أنــامــلٌ .. لـها بـسـواد النَّـفس في أَبْيَضِ الطِّرْسِ
فـلـو أَبْـصَـرَتْـهُ لابنِ مُـقْـلَـةَ مُـقْـلَـةٌ .. لأَغْضَتْ حياءً وَهْوَ قد عَضَّ في الخَمْسِ
سقـى روضـةً حَـلَّـتْ نُضَـارُ بـتُـرْبها	.. مـن الـمُزْنِ وَبْلٌ دائمُ السَّحِّ والبَجْسِ
ولا زال تَـسْـقـيـه سـحــائـبُ رحمةٍ .. تُـوالـيــه فـي آتٍ وحـالٍ يلـي أمسِ